# Gabino
Gabino ist ein männlicher Vorname. Er ist die spanische Version des spätlateinischen Namens Gabinus.

## Verbreitung
In Spanien gehörte Gabino zwischen den 1920er- bis 1940er-Jahren zu den beliebtesten 300 Jungennamen, ab den 1950er-Jahren nahm seine Beliebtheit jedoch stetig ab.
Der Name wird in Deutschland selten vergeben, in der Schweiz tragen ihn nur 5 Personen (Stand 2022). In den USA ist Gabino hingegen regelmäßig in der Namensgebung anzutreffen. Seit 1930 wurde er etwa 2400 Mal vergeben, jedoch ist sein Gebrauch eher rückläufig.

## Namensträger
- Gabino Amparán (* 1968), mexikanischer Fußballspieler und -trainer
- Gabino Bugallal Araújo (1861–1932), spanischer Politiker und Ministerpräsident Spaniens
- Gabino Díaz Merchán (1926–2022), spanischer römisch-katholischer Geistlicher und Erzbischof von Oviedo
- Gabino Ezeiza (1858–1916), argentinischer Sänger, Gitarrist und Komponist
- Gabino Gaínza (1753–1829), erster Präsident Zentralamerikas nach der Unabhängigkeit von Spanien
- Gabino Miranda Melgarejo (* 1960), peruanischer römisch-katholischer Geistlicher und Weihbischof in Ayacucho o Huamanga
- Gabino Rey (1928–2006), spanischer Maler
- Gabino Tejado y Rodríguez (1819–1891), spanischer Journalist und Schriftsteller
- Gabino Zavala (* 1951), US-amerikanischer römisch-katholischer Geistlicher und Weihbischof in Los Angeles

## Familienname
- Amadeo Gabino (1922–2004), spanischer Bildhauer, Maler und Grafiker

## Belege
1. ↑  behindthename.com: Statistik von Gabino. Abgerufen am 3. April 2024.
2. ↑  baby-vornamen.de: Statistik von Gabino. Abgerufen am 3. April 2024.